# 1861 en Italie
Chronologie de l'Italie
- 1857
- 1858
- 1859
- 1860
- 1861
- 1862
- 1863
- 1864
- 1865

Chronologie de l'Europe

## Événements
- 1er janvier : abolition du bataillon des tirailleurs pontificaux et création du bataillon des zouaves pontificaux[1].

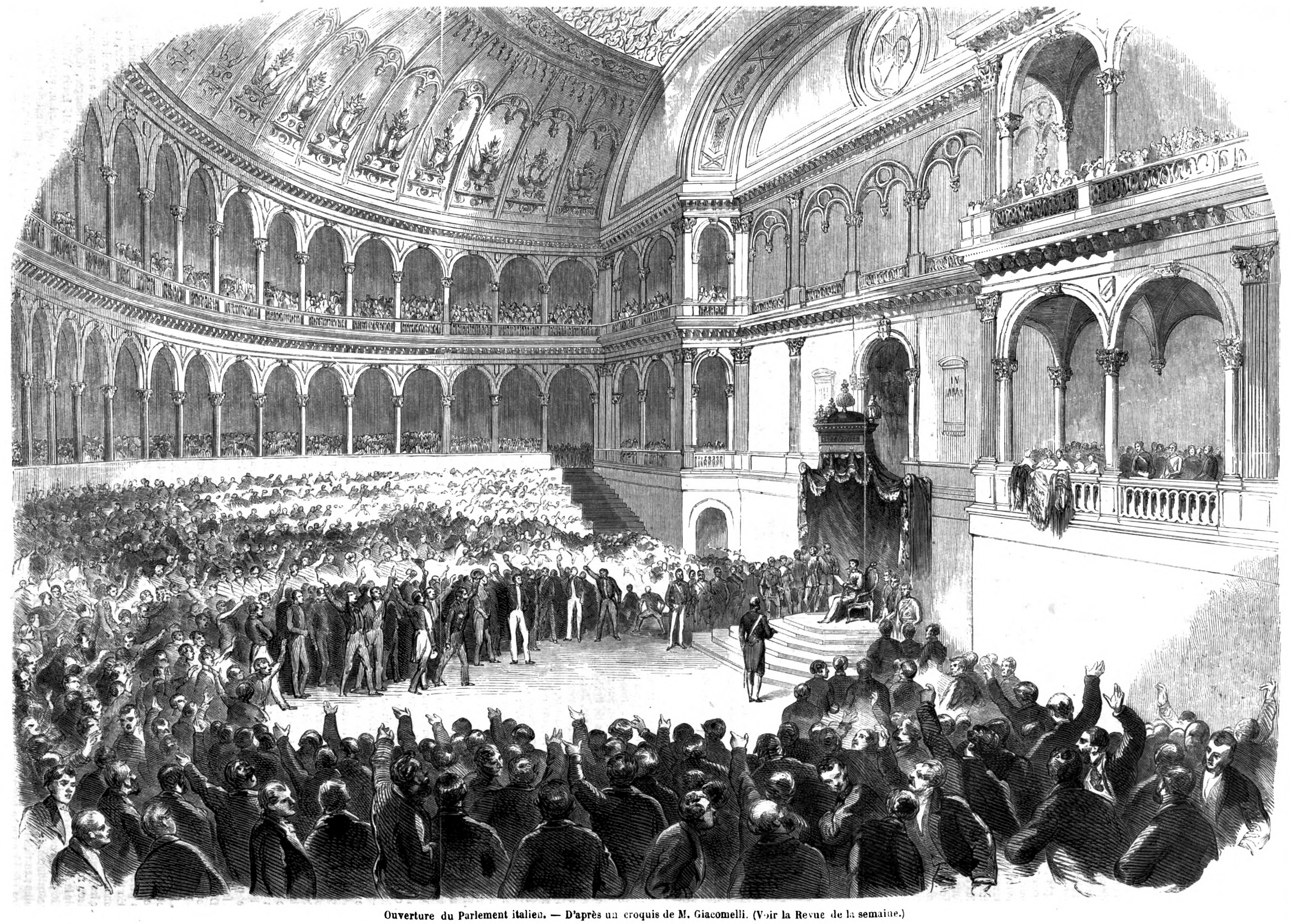
Ouverture du Parlement.

- 27 janvier et 3 février : premières élections générales. Le 18 février s'ouvre à Turin la VIIIe législature du royaume d'Italie[2].
- 13 février : capitulation de Gaète[3].

- 14 mars : Victor-Emmanuel II, roi de Piémont-Sardaigne, est proclamé « Roi d’Italie par la grâce de Dieu et la volonté de la Nation » par le parlement italien à Turin[2].
- 17 mars : gouvernement Cavour[4]. Le royaume d'Italie est officiellement constitué.
- 27 mars : Cavour fait adopter un ordre du jour formulant le vœu que Rome devienne capitale de l’Italie[5].

- 6 juin : Bettino Ricasoli devient président du Conseil en Italie à la suite de la mort de Camillo Cavour[6].

## Économie et société
- Malaise économique. La guerre civile dans le Sud, la mise en place d’une administration plus lourde, grève lourdement le budget de l’État qui est continuellement en déficit. Dès 1862, le ministre des Finances Quintino Sella doit augmenter impôts directs et indirects, établissant en 1868 l’impopulaire macinato (impôt sur les moutures). La levée brutale des barrières douanières provoque la faillite de nombreuses entreprises protégées jusqu’alors. Le commerce stagne[7].
- L’ancien royaume des Deux-Siciles inquiète les Piémontais, le danger pouvant venir des partisans des Bourbons aussi bien que des radicaux avec qui Garibaldi avait eu des contacts lors de son expédition. Le Piémont y établit donc une rigoureuse centralisation administrative, envoie des fonctionnaires venus du Nord et donne à des Piémontais des concessions de chemin de fer. De nouveaux impôts sont levés, la conscription rétablie et la police réorganisée, ce qui accroît l’impopularité du régime. Le phénomène traditionnel du brigandage se renforce. L’ancien roi de Naples, réfugié dans les États du pape, subventionne les brigands et leur donne asile lorsqu’ils sont chassés. Turin envoie alors 120 000 hommes pour combattre les brigands estimés à 80 000. Des sociétés secrètes, Mafia en Sicile, 'Ndrangheta en Calabre et Camorra à Naples, appuyées par les grands propriétaires, s’imposent par la terreur et l’intimidation. Les idées de l’anarchiste russe Bakounine, installé en Italie dès 1864, trouvent une audience importante auprès des populations hostiles à la centralisation[7].

- Les élèves des écoles primaires et préparatoires sont 1 633 000 ; ceux des lycées, 15 848 (0,06 % de la population), les étudiants des universités sont 5 793. 78 % d’analphabètes en moyenne, principalement dans les régions méridionales[8].

## Naissances en 1861
- 6 janvier : Emilio De Marchi, chanteur lyrique (ténor). († 20 mars 1917)
- 20 novembre : Guido Rey, alpiniste, écrivain et photographe italien. († 24 juin 1935)

## Décès en 1861
- 14 janvier : Marie-Caroline de Bourbon-Siciles, 40 ans, princesse de la Maison de Bourbon-Deux-Siciles et infante d'Espagne. (° 29 novembre 1820)
- 6 juin : Camillo Benso, conte di Cavour, 50 ans, homme d'État piémontais, acteur de l'unité italienne, considéré, avec Giuseppe Garibaldi, Victor-Emmanuel II et Giuseppe Mazzini, comme l'un des « pères de la patrie » italienne. (° 10 août 1810)
- 19 août : Vincenzo Santucci, 65 ans, cardinal créé par le pape Pie IX, qui fut secrétaire de la Congrégation extraordinaire des affaires ecclésiastiques et substitut au secrétariat d'État. (° 18 février 1796)
- 22 septembre : Giuseppe Bardari (it), 44 ans, magistrat et écrivain italien, surtout connu pour avoir écrit le livret de l'opéra de Donizetti ‘’Maria Stuarda’’ créé en 1834. (° 27 mai 1817)